# Paweł Zarzeczny
Paweł Andrzej Zarzeczny (ur. 26 stycznia 1961 w Warszawie, zm. 25 marca 2017 w Piasecznie) – polski dziennikarz sportowy, eseista, publicysta, felietonista i osobowość medialna.

## Życiorys
W młodości uczył się w technikum mechanicznym zawodu ślusarza. Był absolwentem Instytutu Stosunków Międzynarodowych Uniwersytetu Warszawskiego.
Karierę dziennikarską rozpoczynał w tygodniku „Piłka Nożna”, gdzie z czasem doszedł do stanowiska zastępcy redaktora naczelnego. Pisał także dla „Nowego Światu”, „Super Expressu”, „Faktu” i „Dziennika”. Specjalizował się w tematyce piłkarskiej. W 1989 był kierownikiem kadry „Orłów Górskiego” na mistrzostwach Europy oldbojów w Danii. Swoje artykuły i felietony publikował również w „Gazecie Wyborczej”, tygodniku „Wprost”, „Najwyższym Czasie”, „Futbol News”, „Magazynie Futbol”, „Tygodniku Kibica”, a także na portalach internetowych, takich jak „Wirtualna Polska”, „Onet” czy „Interia”. Przez pewien czas przy pisaniu tekstów posługiwał się pseudonimami River, a także Paolo River. W latach 2001–2003 był zastępcą redaktora naczelnego „Przeglądu Sportowego”. Jego felietony ukazywały się również w dzienniku „Polska The Times”, na portalu internetowym Weszlo.com i w tygodniku „Uważam Rze”.
Pracował w TVP Sport, a także redakcjach sportowych TVP Polonia, Polsatu, Wizji Sport i Radio Zet. Jako ekspert telewizyjny występował w programach: Liga+ extra na Canal+ Sport, Hyde Park w Orange Sport, Magazynie Ekstraklasy na Ekstraklasa.tv, gdzie prowadził również program Niegrzeczny Zarzeczny, a także w programie piłkarskim Stan Futbolu na antenach Eleven Sports. W Orange Sport, prowadził program Zrzuć ciężar z Zarzecznym,, a także, wraz z Marcinem Najmanem, program Fun raport. W 2008 r. współprowadził z Wiesławem Kotem program Pogromcy hitów na antenie TV4.
Był autorem książek o tematyce futbolowej; albumów serii Panini, Historii Polskiej Piłki Nożnej, monografii futbolu warszawskiego, albumu fotograficznego Górski czy też zbioru reportaży o Polakach w ligach zagranicznych. Wspólnie z Kazimierzem Górskim napisał książkę pt. Piłka jest okrągła, która ukazała się w 2004 roku i stanowiła biografię trenera. W 2011 wydał zbiór swoich felietonów publikowanych na łamach dziennika „Polska The Times” pt. Zawsze byłem najlepszy.
Od września 2013 w TVP Info był gospodarzem programu Nie – Poważnie wspólnie z Jackiem Cholewińskim. Współpracował z portalem Łączy nas pasja oraz z Weszlo.com, gdzie był felietonistą, a od lutego 2015 prowadził także videobloga na portalu YouTube pod nazwą One Man Show. Dwa dni przed swoją śmiercią nagrał 500. odcinek programu. We wrześniu 2015 wydał zbiór felietonów pod tytułem Mój własny charakter pisma.

Od lutego 2016 prowadził na żywo w Telewizji Republika swój autorski program pt. Bul głowy. Ostatni odcinek wyemitowano na dzień przed jego śmiercią.

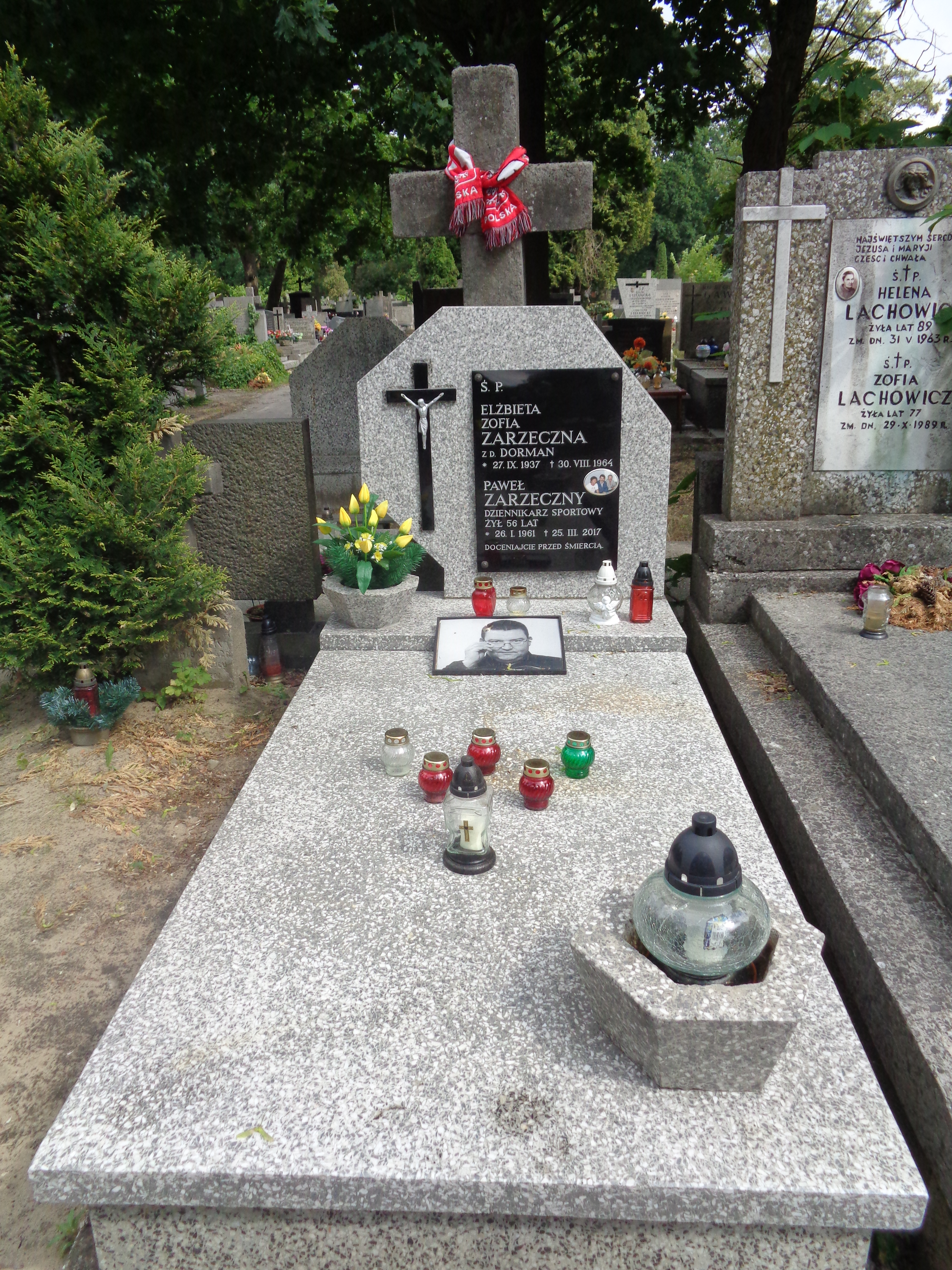
Grób Pawła Zarzecznego na cmentarzu Bródnowskim

## Życie prywatne
W wieku kilku lat przeżył rodzinną tragedię, kiedy to na jego oczach ojciec zabił jego matkę, a następnie popełnił samobójstwo. Resztę dzieciństwa spędził w domu dziecka, a następnie wychowywało go wujostwo. Miał również siostrę. Trenował piłkę nożną w Gwardii Warszawa. Służbę wojskową (uzyskał stopień plutonowego) odbywał w jednostce CWKS Legia Warszawa. Był kibicem Legii Warszawa.
W 2004 będąc pod wpływem alkoholu spowodował wypadek samochodowy, w którym ucierpiał motocyklista, a następnie uciekł z miejsca zdarzenia. Został skazany za ten czyn na 1,5 roku pozbawienia wolności w zawieszeniu na 4 lata. Na 4 lata odebrano mu również prawo jazdy.
Zmarł nagle, 25 marca 2017 w swoim domu w Zalesiu Dolnym, wskutek zawału serca. Miał 56 lat. 31 marca 2017 został pochowany na cmentarzu Bródnowskim w Warszawie (kwatera 20F-5-31). Podczas ceremonii pogrzebowej, zgodnie z wolą zmarłego, odegrany został utwór „Shape of my heart” Stinga, a także „Chariots of fire” Vangelisa. Licznie zgromadzeni odśpiewali również „Sen o Warszawie” Czesława Niemena.
Z żoną Małgorzatą miał córkę Paulinę, natomiast z poprzedniego związku syna Krzysztofa.

## Odznaczenia
Postanowieniem prezydenta RP Andrzeja Dudy z dnia 30 marca 2017, w uznaniu wybitnych zasług dla dziennikarstwa sportowego oraz za działalność publicystyczną, został pośmiertnie odznaczony Krzyżem Kawalerskim Orderu Odrodzenia Polski.

## Upamiętnienie
31 marca 2017 pamięć dziennikarza, minutą ciszy przed ligowym meczem uczciły drużyny Śląska Wrocław i Korony Kielce. Dzień później, rozgrywany w Warszawie mecz Legia–Pogoń, również poprzedziła minuta ciszy na jego cześć. Ponadto komentatorzy Canal+, relacjonujący wszystkie mecze 27. kolejki Ekstraklasy, uczcili pamięć Pawła Zarzecznego milczeniem pomiędzy 56. a 57. minutą transmisji, symbolizującą wiek dziennikarza.

## Publikacje
- 1992: Jedenastka miliarderów
- 2004: Piłka jest okrągła
- 2011: Zawsze byłem najlepszy (reedycja w 2022 przez wyd. Kanału Sportowego[16])
- 2015: Mój własny charakter pisma (reedycja w 2022 przez wyd. Kanału Sportowego[16])